# Cyathea minuta
Cyathea minuta là một loài dương xỉ trong họ Cyatheaceae. Loài này được J.Murillo & M.T.Murillo mô tả khoa học đầu tiên năm 2003.
Danh pháp khoa học của loài này chưa được làm sáng tỏ. 